# ربلینو
ربلینو (به لهستانی:  Reblino) یک روستا در لهستان است که در گمینا کوبلنگتسا واقع شده‌است. ربلینو ۳۲۴ نفر جمعیت دارد.